# Chorasan-türkische Sprache

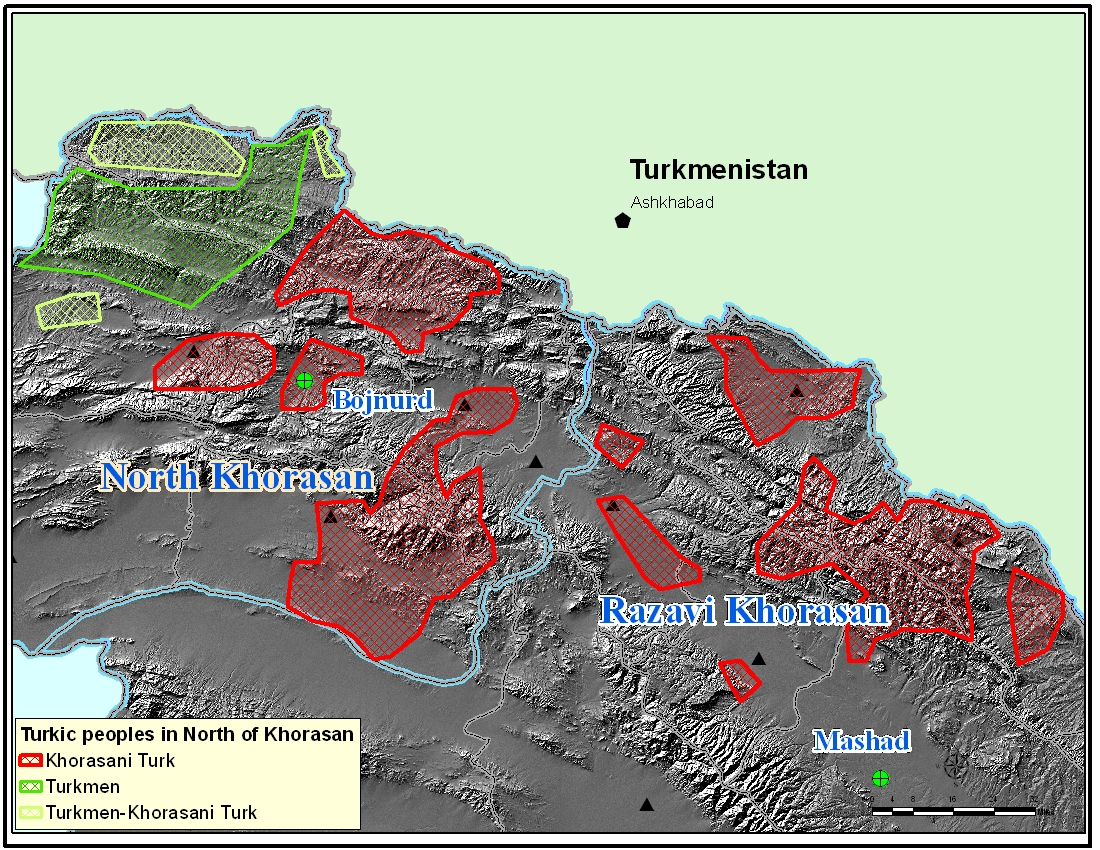
Turkvölker in der Region Nord-Chorasan (Provinzen Nord-Chorasan und Razavi-Chorasan); ohne Turic-Volk, das in den westlichen und südlichen Kreisen der Region Khorasan lebt (Kreis Nishapur, Kreis Sabzevar usw.).

Die chorasan-türkische Sprache (chorasan-türkisch Xorasan Türkçesi, persisch تركي خراساني Torkī Chorāsānī) ist eine im Nordosten des Iran gesprochene Turksprache. Sie gehört zu den oghusischen Sprachen. Die Zahl der Muttersprachler betrug laut Doerfer (1993) etwa 1.000.000.
Das Chorasan-Türkische wurde in der ehemaligen Provinz Chorasan gesprochen, heute Nord-Chorasan und Razavi-Chorasan.

## Klassifikation
- Altaische Sprachen
  - Turksprachen
    - Oghusisch (Südwesttürkisch)
      - Chorasan-Türkisch

## Dialekte
- West-Quchani (Nordwest-Quchani)
- Nord-Quchani (Nordost-Quchani)
- Süd-Quchani
- Das „Oghus-Usbekische“ in Usbekistan könnte auch ein – inzwischen verselbständigter – Dialekt des einstigen Chorasan-Türkischen sein.